# DS (DM Command)
DS (DEBUG_SUSPEND)とは、アポロコンピュータ社のコンピュータに搭載されていたウィンドウシステム（ディスプレイマネージャ）で利用できた、制御コマンド『DMコマンド』の一つ。

## 概要
DS コマンドは、プロセスを停止する。

## 利用法
DS コマンドはプロセスを一時的に停止させる。プロセスのすべての活動が停止される。
プロセスは DC（DEBUG_CONTINUE）コマンドで再開することができる。
DS は引数やオプションを必要としない．